# Герб Шадринска
Герб муниципального образования город Шадринск Курганской области Российской Федерации является официальным символом города Шадринска.

## Герб 1783 года
Герб Шадринска был утверждён 17 (28) июля 1783 года вместе с другими гербами городов Пермского наместничества.

### Описание
В верхней части щита герб Пермский. В нижней — в серебряном поле куница, означающая изобилие промысла оными.
Описание герба города Перми: «В червленом поле серебряный идущий медведь, несущий на спине золотое Евангелие и сопровождаемый во главе щита серебряным уширенным крестом».

## Проект герба 1862 года
В 1862 году барон Бернгард (Борис) Васильевич Кёне разработал проект герба Шадринска, выполненный по правилам 1857 года. Проект герба утверждён не был.

### Описание
В серебряном поле чёрная с золотыми глазами и когтями куница. Щит увенчан серебряной башенной короной и окружен двумя золотыми колосьями, соединёнными Александровскою лентою.

## Герб 1983 года

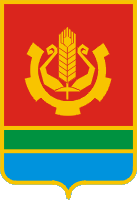
Герб 1983 года

Советский герб Шадринска разработал Ростислав Викторович Широков. Этот герб утвержден решением исполнительного комитета Шадринского городского Совета народных депутатов от 12 августа 1983 года № 240.

### Описание
Герб города имеет форму щита, традиционную форму гербов городов России, и надпись (название города) сверху рубленым шрифтом. Герб города включал в себя 3 символа-формы (колос, шестерня, лира) и 3 символа-цвета (красный, зелёный, синий).
Цветовое решение:
Поле щита разделено горизонтально на 3 части — красного, зелёного и синего цвета.
- Красный цвет — символ революции, символ укрепления социализма, цвет флага СССР.
- Зелёный цвет — символ земли шадринской. Город хорошо озеленен. Вокруг города знаменитый сосновый бор.
- Синий цвет — символ воды. Город стоит на реке Исеть.
- Жёлтый цвет — символ изобилия. Жёлтым цветом изображаются все символы-формы герба.

Символика герба:
В верхней части герба расположена композиция, включающая в себя 3 символа-формы:
- Символ «Колос». Город является центром сельскохозяйственного района.
- Символ «Шестерня». Город является вторым по величине промышленным центром Курганской области.
- Символ «Лира» является символом приверженности города к искусству.

## Малый герб 1999 года
Современные герб и флаг города Шадринска утверждены решением Шадринской городской Думы от 17 июня 1999 года № 44 «О гербе и флаге города Шадринска»; внесены в 1999 году в Государственный геральдический регистр Российской Федерации под номерами 501 и 502.
Автором зарегистрированных флага и герба является геральдист Иванов Дмитрий Валерьевич.

### Описание
Герб города Шадринска представляет собой в серебряном поле золотую бегущую куницу. Серебряное поле в гербе города Шадринска изображается в виде геральдического щита. Куница изображается развернутой геральдически вправо (влево от смотрящего), её передние лапы подняты в беге, задние — сближены.

## Большой герб 2001 года

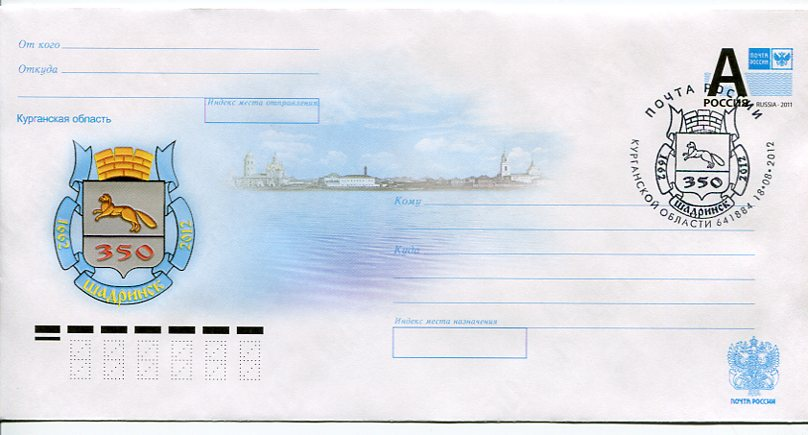
Герб Шадринска на российском почтовом конверте

Решением Шадринской городской Думы от 1 ноября 2001 года № 49 «О большом гербе города Шадринска» щит увенчан золотой башенной короной о трёх зубцах, указывающей на статус Шадринска как города областного подчинения, являющегося муниципальным образованием.
Несмотря на то что сочетание золота и серебра в геральдике не принято, Государственная герольдия при президенте Российской Федерации сочла допустимым такое графическое сочетание металлов.
В 2012 году был выпущен почтовый конверт, на котором изображены геральдические символы и вид Шадринска в начале XX века.